# Kaspar K. Riemschneider
Kaspar Klaus Riemschneider (* 3. April 1934 in Jena; † 5. Juni 1976) war ein deutscher Altorientalist.
Nach dem Abitur in Jena studierte Riemschneider, ein Sohn der Kunstwissenschaftlerin und Schriftstellerin Margarete Riemschneider, seit 1952 an der Humboldt-Universität zu Berlin Assyriologie und Hethitologie bei Heinrich Otten sowie an der Karls-Universität Prag bei Lubor Matouš, wo er 1959 promoviert wurde. Nach Protesten gegen die Niederschlagung des Prager Frühlings siedelte er 1971 aus der DDR nach München über und erhielt ein Habilitationsstipendium der DFG. Er arbeitete am Chicago Assyrian Dictionary und starb bei einem Autounfall in den USA.
1969 publizierte er ein Lehrbuch des Akkadischen. Er beschäftigte sich vor allem mit dem Hethitischen und hier insbesondere den Omina-Texten.

## Veröffentlichungen
- als Hrsg.: Probleme der Lexikographie. Protokollband der Sektion II der Tagung des Instituts für Orientforschung der Deutschen Akademie der Wissenschaften zu Berlin anlässlich seines zwanzigjährigen Bestehens vom 23.-25. Oktober 1967. Akademie-Verlag, Berlin 1967.
- Lehrbuch des Akkadischen. Verlag Enzyklopädie, Leipzig 1969 (6. Auflage 1992).
- Babylonische Geburtsomina in hethitischer Übersetzung (= Studien zu den Boǧazköy-Texten. Band 9). Harrasowitz, Wiesbaden 1970.
- Omina, Rituale und literarische Texte in hethitischer Sprache, zum Teil im alten Duktus (= Keilschrifturkunden aus Boghazköi. Band 43). Akademie-Verlag, Berlin 1972.
- Die akkadischen und hethitischen Omentexte aus Boǧazköy, zum Druck gebracht von Henning Marquardt (= Dresdner Beiträge zur Hethitologie. Band 12). Verlag der TU Dresden, Dresden 2004, ISBN 3-86005-412-0 (= Habilitationsschrift, mit Schriftenverzeichnis auf S. 335–337).